# Irlandiana
Irlandiana is een geslacht van halfvleugeligen uit de familie Aphrophoridae. De wetenschappelijke naam van dit geslacht is voor het eerst geldig gepubliceerd in 1957 door Lallemand.

## Soorten
Het geslacht Irlandiana  is monotypisch en omvat slechts de volgende soort:
- Irlandiana chinai Lallemand, 1957